# Teatro de Operações do Pacífico

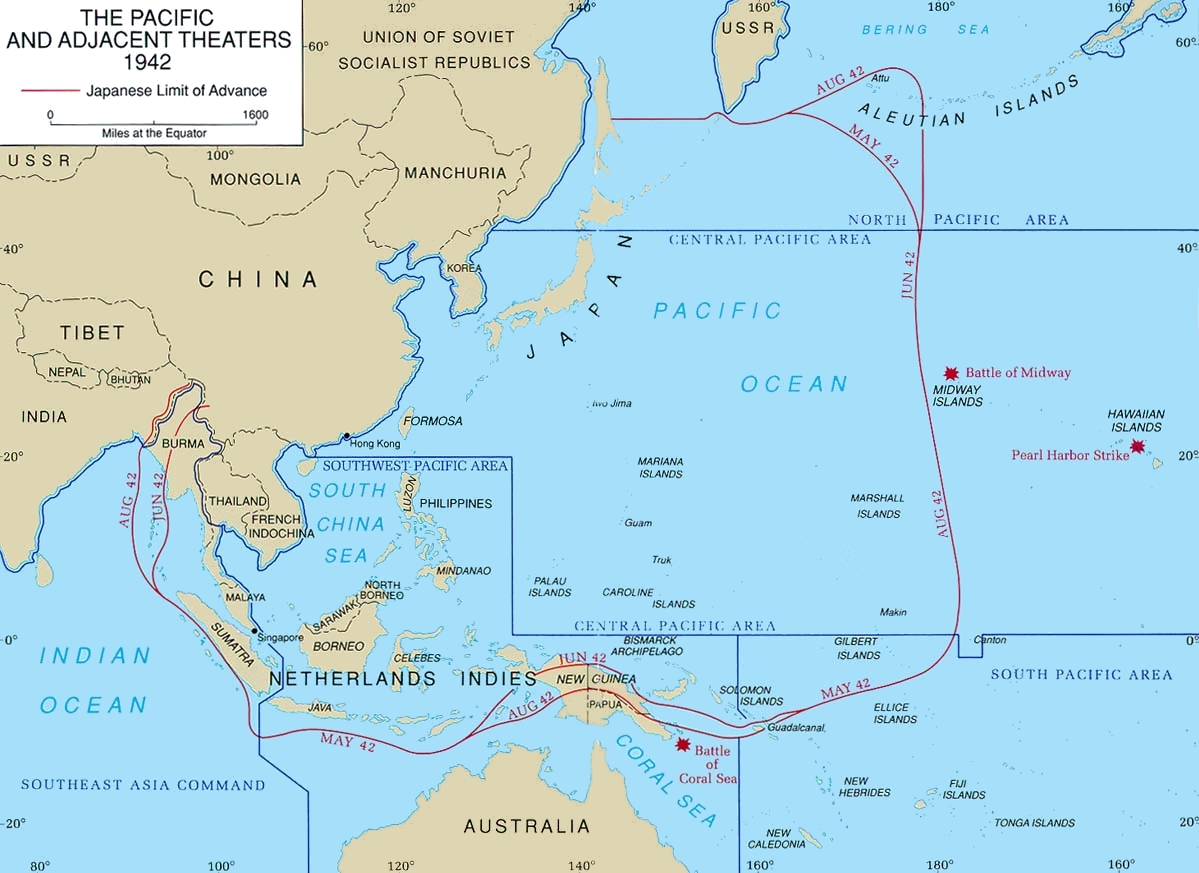
Mapa do Teatro de Operações do Pacífico mostrando o limite de expansão do Império Japonês (em vermelho)

O Teatro de Operações do Pacífico (TOP) foi o teatro de operações das forças dos EUA durante a Segunda Guerra Mundial na Guerra do Pacífico durante 1941-1945. De meados de 1942 até o fim da guerra em 1945, dois comandos operacionais dos Estados Unidos estiveram no Pacífico. As Áreas do Oceano Pacífico (POA), divididas em Área do Pacífico Central, Área do Pacífico Norte e Área do Pacífico Sul, foram comandadas pelo Almirante da Frota Chester W. Nimitz, Comandante-em-Chefe das Áreas do Oceano Pacífico. A Área do Sudoeste do Pacífico (SWPA) foi comandada pelo General do Exército Douglas MacArthur, Comandante Supremo Aliado da Área do Sudoeste do Pacífico. Durante 1945, os Estados Unidos adicionaram as Forças Aéreas Estratégicas dos Estados Unidos no Pacífico, comandadas pelo General Carl A. Spaatz.
Devido aos papéis complementares do Exército dos Estados Unidos e da Marinha dos Estados Unidos na condução da guerra, o Teatro do Pacífico não tinha um único comandante aliado ou americano (comparável ao General do Exército Dwight D. Eisenhower no Teatro de Operações Europeu). Nenhum comando real existia; em vez disso, o Teatro Asiático-Pacífico foi dividido em SWPA, POA e outras forças e teatros, como o Teatro China Birmânia Índia.

## Grandes campanhas e batalhas
Fontes:

#### Área do Pacífico Norte
- Campanha das Ilhas Aleutas, 1942–43
  - Batalha das Ilhas Komandorski, março de 1943
- Ataque ao Atol Palmyra

#### Área do Pacífico Central
- Ataque a Pearl Harbor, 7 de dezembro de 1941
- Batalha de Guam, 8–10 de dezembro de 1941
- Batalha da Ilha Wake, 8–23 de dezembro de 1941
- Ocupação japonesa das Ilhas Gilbert, 9 de dezembro de 1941 - agosto de 1945

- Incursões Marshalls-Gilberts, 1 de fevereiro de 1942
- Ataque Doolittle, 18 de abril de 1942
- Ocupação japonesa de Nauru, 26 de agosto de 1942 - setembro de 1945
- Batalha de Midway, 4–7 de junho de 1942
- Ataque à Ilha Makin, 17–18 de agosto de 1942
- Campanha das Ilhas Gilbert e Marshall, novembro de 1943 – fevereiro de 1944
  - Batalha de Tarawa, 20–23 de novembro de 1943
  - Batalha de Makin, 20–23 de novembro de 1943
  - Batalha de Kwajalein, 31 de janeiro - 3 de fevereiro de 1944
  - Operação Hailstone, 17-18 de fevereiro de 1944
  - Batalha de Eniwetok, 17–23 de fevereiro de 1944
- Campanha das Ilhas Mariana e Palau, 1944
  - Batalha de Saipan, junho de 1944
  - Batalha do Mar das Filipinas, junho de 1944
  - Batalha de Guam, julho-agosto de 1944
  - Batalha de Tinian, julho-agosto de 1944
  - Batalha de Peleliu, setembro-novembro de 1944
  - Batalha de Angaur, setembro-outubro de 1944
- Batalha do Golfo de Leyte, outubro de 1944 
  - Batalha do Mar de Sibuyan, outubro de 1944
  - Batalha ao largo do Cabo Engaño, outubro de 1944
- Campanha do vulcão e das ilhas Ryukyu, 1945
  - Batalha de Iwo Jima, fevereiro de 1945
  - Batalha de Okinawa, abril de 1945

#### Área do Pacífico Sul
- Campanha de Guadalcanal, agosto de 1942 – fevereiro de 1943
  - Batalha da Ilha de Savo, 9 de agosto de 1942
  - Batalha das Ilhas Salomão Orientais, 24–25 de agosto de 1942
  - Batalha do Cabo Esperança, 11–12 de outubro de 1942
  - Batalha por Henderson Field, 23-26 de outubro de 1942
  - Batalha das Ilhas Santa Cruz, 26 de outubro de 1942
  - Batalha Naval de Guadalcanal, 12–15 de novembro de 1942
  - Batalha de Tassafaronga, 30 de novembro de 1942
- Campanha das Ilhas Salomão, janeiro de 1942 - novembro de 1943
  - Campanha da Nova Geórgia, junho-agosto de 1943
  - Batalha do Golfo de Kula, 6 de julho de 1943
  - Batalha de Kolombangara, 12–13 de julho de 1943
  - Batalha do Golfo de Vella, 6–7 de agosto de 1943
  - Batalha de Vella Lavella, agosto-outubro de 1943
    - Batalha Naval de Vella Lavella: 6/7 de outubro de 1943
    - Batalha terrestre de Vella Lavella: 15 de agosto a 9 de outubro de 1943

  - Campanha de Bougainville, novembro de 1943 - agosto de 1945
    - Desembarques no Cabo Torokina (Operação Cherryblossom), 1–3 de novembro de 1943
    - Batalha de Empress Augusta Bay, 1–2 de novembro de 1943
    - Bombardeio de Rabaul (1943), 2–11 de novembro de 1943
    - Batalha da Lagoa Koromokina, 7–8 de novembro de 1943
    - Batalha pela Trilha Piva, 8–9 de novembro de 1943
    - Batalha de Coconut Grove, 13–14 de novembro de 1943
    - Batalha de Piva Forks, 18–25 de novembro de 1943
    - Batalha do Cabo St. George, 25 de novembro de 1943
    - Ataque em Koiari, 28–29 de novembro de 1943
    - Batalha de Hellzapoppin Ridge e Hill 600A, 12–24 de dezembro de 1943
    - Pacificação de Rabaul, 17 de dezembro de 1943 - 8 de agosto de 1945
    - Batalha das Ilhas Verdes, 15–20 de fevereiro de 1944
    - Segunda Batalha de Torokina, 8–25 de março de 1944
    - Batalha de Pearl Ridge, 30–31 de dezembro de 1944
    - Batalha de Tsimba Ridge, 17 de janeiro - 9 de fevereiro de 1945
    - Batalha de Slater's Knoll, 28 de março - 6 de abril de 1945
    - Batalha do rio Hongorai, 17 de abril a 22 de maio de 1945
    - Batalha de Porton Plantation, 8–10 de junho de 1945
    - Batalha de Ratsua, junho-agosto de 1945

### Área do Sudoeste do Pacífico
- Campanha das Filipinas, 1942
  - Batalha de Bataan, 7 de janeiro - 9 de abril de 1942
  - Batalha de Corregidor, 5-6 de maio de 1942
- Campanha das Índias Orientais Holandesas, 1941–42
  - Batalha de Bornéu (1941-1942), 16 de dezembro de 1941 - março de 1942
  - Batalha de Manado, 11–13 de janeiro de 1942
  - Batalha de Tarakan (1942), 11 a 12 de janeiro de 1942
  - Batalha de Balikpapan (1942), 23–24 de janeiro de 1942
  - Batalha de Ambon, 30 de janeiro - 3 de fevereiro de 1942
  - Batalha de Palembang, 13–15 de fevereiro de 1942
  - Batalha do Estreito de Makassar, 4 de fevereiro de 1942
  - Batalha do Estreito de Badung, 19–20 de fevereiro de 1942
  - Batalha do Mar de Java, 27 de fevereiro de 1942
  - Batalha do Estreito de Sunda, 28 de fevereiro - 1º de março de 1942
  - Segunda Batalha do Mar de Java, 1 de março de 1942
  - Batalha de Java (1942), 28 de fevereiro - 12 de março de 1942
  - Batalha de Timor, 19 de fevereiro de 1942 – 10 de fevereiro de 1943
- Campanha da Nova Guiné, 1942–45
  - Batalha de Rabaul (1942), 23 de janeiro - 9 de fevereiro de 1942
  - Bombardeio de Rabaul (1942), fevereiro e março de 1942
  - Invasão de Salamaua–Lae, 8-13 de março de 1942
  - Batalha do Mar de Coral, 4-8 de maio de 1942
  - Campanha Kokoda Track, 21 de julho a 16 de novembro de 1942
    - Invasão de Buna-Gona, 21-27 de julho de 1942
    - Batalha de Kokoda, 28–29 de julho de 1942 e 8–10 de agosto de 1942
    - Batalha de Isurava, 26–31 de agosto de 1942
    - Primeira Batalha de Eora Creek, 31 de agosto de 1942 - 5 de setembro de 1942
    - Batalha de Efogi, 6–9 de setembro de 1942
    - Batalha de Ioribaiwa, 14–16 de setembro de 1942
    - Segunda Batalha de Eora Creek, 11–28 de outubro de 1942
    - Batalha de Oivi–Gorari, 4–11 de novembro de 1942

  - Batalha de Milne Bay, 25 de agosto – 7 de setembro de 1942
  - Batalha da Ilha Goodenough, 22-27 de outubro de 1942
  - Batalha de Buna-Gona, 16 de novembro de 1942 - 22 de janeiro de 1943
  - Batalha de Wau, 29 de janeiro - 4 de fevereiro de 1943
  - Batalha do Mar de Bismarck, 2-4 de março de 1943
  - Desembarques em Woodlark e Kiriwina (Operation Chronicle), 30 de junho de 1943
  - Campanha Salamaua-Lae, abril-setembro de 1943
    - Batalha de Bobdubi, 22 de abril de 1943 - 19 de agosto de 1943
    - Batalha de Mubo, 22 de abril de 1943 - 14 de julho de 1943
    - Batalha de Lababia Ridge, 20–23 de junho de 1943
    - Desembarque em Nassau Bay, 30 de junho a 6 de julho de 1943
    - Batalha do Monte Tambu, 16 de julho de 1943 - 18 de agosto de 1943
    - Desembarque em Lae (Operação Postern), 4–16 de setembro de 1943
    - Desembarque em Nadzab (Operação Postern), 5 de setembro de 1943

  - Campanha da Península de Huon, setembro de 1943 - março de 1944
    - Desembarque em Scarlet Beach (Operação Diminish), 22 de setembro a 2 de outubro de 1943
    - Batalha de Finschhafen, 22 de setembro - 24 de outubro de 1943
    - Batalha de Sattelberg, 17–25 de novembro de 1943
    - Batalha de Wareo, 27 de novembro - 8 de dezembro de 1943
    - Batalha de Sio, 5 de dezembro de 1943 - 1 de março de 1944
    - Desembarque em Long Island, 26 de dezembro de 1943
    - Desembarque em Saidor (Operação Michaelmas), 2 de janeiro de 1944 - 10 de fevereiro de 1944

  - Campanha Finisterre Range, setembro de 1943 - abril de 1944
    - Batalha de Kaiapit, 19–20 de setembro de 1943
    - Batalha de Dumpu, 22 de setembro - 4 de outubro de 1943
    - Batalha de The Pimple, 27–28 de dezembro de 1943
    - Batalha de Shaggy Ridge, 19–31 de janeiro de 1944
    - Batalha de Madang, fevereiro-abril de 1944

  - Campanha de Bougainville, novembro de 1943 – agosto de 1945 (referido como parte das campanhas da Nova Guiné e das Ilhas Salomão)
  - Campanha da Nova Bretanha, dezembro de 1943 – agosto de 1945
    - Batalha de Arawe, 15 de dezembro de 1943 - 24 de fevereiro de 1944
    - Batalha de Cape Gloucester, 26 de dezembro de 1943 - 16 de janeiro de 1944
    - Batalha de Talasea, 6 – 9 de março de 1944
    - Desembarque em Jacquinot Bay, 4 de novembro de 1944
    - Batalha de Wide Bay-Open Bay, dezembro de 1944 - abril de 1945

  - Campanha das Ilhas do Almirantado, 29 de fevereiro a 18 de maio de 1944
  - Desembarque em Emirau, 20 a 27 de março de 1944
  - Campanha da Nova Guiné Ocidental, abril de 1944 - agosto de 1945
    - Invasão de Hollandia e Aitape, 22 de abril de 1944
    - Batalha de Lone Tree Hill, 17 de maio - 2 de setembro de 1944
    - Batalha de Wakde, 18–21 de maio de 1944
    - Batalha de Biak, 27 de maio de 1944
    - Batalha de Noemfoor, 2 de julho - 31 de agosto de 1944
    - Batalha do rio Driniumor, 10 de julho a 25 de agosto de 1944
    - Batalha de Sansapor, 30 de julho - 31 de agosto de 1944
    - Batalha de Morotai, 15 de setembro de 1944
    - Campanha Aitape-Wewak, novembro de 1944 - agosto de 1945
- Campanha das Filipinas, 1944-45
  - Batalha de Leyte, outubro-dezembro de 1944
  - Batalha do Golfo de Leyte, outubro de 1944
    - Batalha da passagem de Palawan, outubro de 1944
    - Batalha do Estreito de Surigao, outubro de 1944
    - Batalha de Samar, outubro de 1944

  - Batalha de Mindoro, dezembro de 1944
  - Batalha do Golfo de Lingayen, janeiro de 1945
  - Batalha de Luzon, janeiro-agosto de 1945
  - Batalha de Manila, fevereiro-março de 1945
  - Batalha de Corregidor, fevereiro de 1945
  - Invasão de Palawan, fevereiro-abril de 1945
  - Batalha dos Visayas, março-julho de 1945
  - Batalha de Mindanao, março-agosto de 1945
  - Batalha de Maguindanao, janeiro-setembro de 1945
- Campanha de Bornéu, 1945
  - Batalha de Tarakan, maio-junho de 1945
  - Batalha de Bornéu do Norte, junho-agosto de 1945
  - Batalha de Balikpapan, julho de 1945

### Teatro China-Birmânia-Índia
- Birmânia, dezembro de 1942 - maio de 1942
- Índia-Birmânia, abril de 1942 - janeiro de 1945
- Defensiva da China, julho de 1942 - maio de 1945
- Birmânia Central, janeiro de 1945 - julho de 1945
- Ofensiva da China, maio de 1945 - setembro de 1945